# Bis(difenilfosfino)metano
Il bis(difenilfosfino)metano è una fosfina con formula Ph2P-CH2-PPh2 (Ph = fenile). Il nome è generalmente abbreviato come dppm. In condizioni normali è un solido cristallino di colore bianco sensibile all'ossigeno atmosferico. Viene comunemente usato come legante bidentato in chimica inorganica e chimica metallorganica. Il dppm funziona nella maggior parte dei casi come legante a ponte, portando alla formazione di complessi bimetallici, ma può fungere anche da legante chelato.

## Sintesi e reattività
Per preparare il dppm si parte da trifenilfosfina (PPh3) e sodio, che formano difenilfosfuro di sodio (NaPPh2); quest'ultimo viene quindi trattato con diclorometano (CH2Cl2) per ottenere dppm:
PPh3 + 2Na → NaPPh2 + NaPh
2NaPPh2 + CH2Cl2 → Ph2PCH2PPh2 + 2NaCl
Il gruppo metilene (CH2) è leggermente acido nel dppm e specialmente nei suoi complessi. Il legante può essere ossidato per arrivare ai corrispondenti ossidi e solfuri Ph2P(E)CH2P(E)Ph2 (E = O, S). In questi derivati il gruppo metilene è ancora più acido.

### Chimica di coordinazione

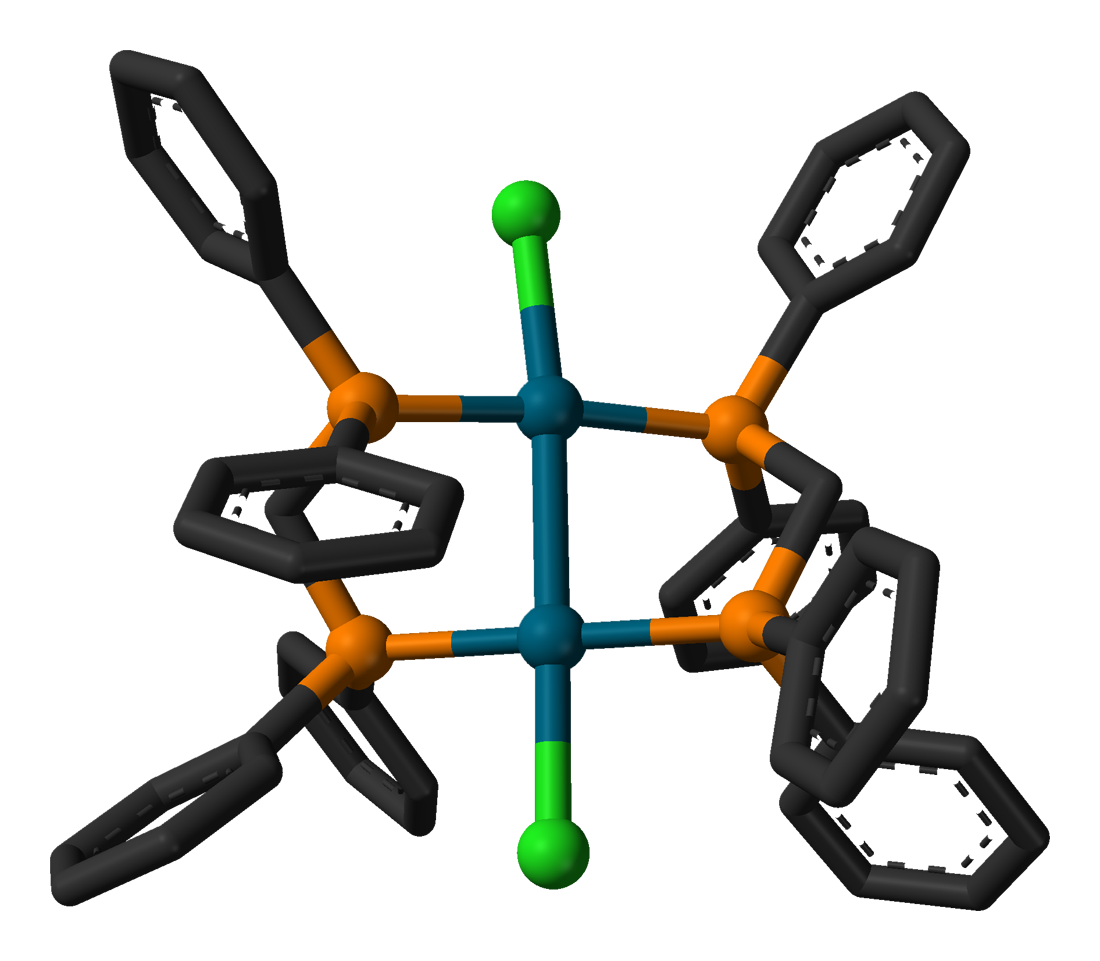
Modello a sfere e bastoncini di [Pd_{2}Cl_{2}(dppm)_{2}] da dati cristallografici.

Come legante chelato il dppm può formare  cicli a quattro termini MP2C che sono alquanto tensionati. Il legante preferisce legarsi a ponte formando complessi bimetallici; in tal caso si formano cicli a cinque termini M2P2C termodinamicamente favoriti. Un esempio è il dimero di palladio Pd2Cl2(dppm)2. Il ddpm dà luogo ad una famiglia di composti di coordinazione noti come complessi con struttura ad A.

## Indicazioni di sicurezza
Il composto è disponibile in commercio. È irritante per gli occhi, la pelle e le vie respiratorie. Non ci sono dati che indichino proprietà cancerogene. È  considerato poco pericoloso per l'ambiente.